# 愛媛県道250号舌間八幡浜線
愛媛県道250号舌間八幡浜線（えひめけんどう250ごう したまやわたはません）は、愛媛県八幡浜市通る一般県道である。

## 概要
八幡浜市舌間から八幡浜市昭和通に至る。

### 路線データ
- 起点：八幡浜市舌間（国道378号交点）
- 終点：八幡浜市昭和通（愛媛県道27号八幡浜港線）
- 総延長：4.1 km[注釈 1][1]

## 歴史
- 1958年（昭和33年）6月27日 - 愛媛県告示第566号により路線認定。当時の整理番号は138[2]。

## 路線状況

### 道路施設

#### 橋梁
- 沖の橋（千丈川、八幡浜市）

## 地理

### 通過する自治体
- 愛媛県
  - 八幡浜市

### 交差する道路
| 交差する道路           | 交差する場所 | 交差する場所 |
| ---------------------- | ------------ | ------------ |
| 国道378号              | 舌間         | 起点         |
| 愛媛県道27号八幡浜港線 | 昭和通       | 終点         |

### 沿線
- 道の駅八幡浜みなっと（終点付近）